# Vince Hunter
Pour les articles homonymes, voir Hunter.
Vincent Shamar "Vince" Hunter, né le 5 août 1994 à Détroit, Michigan, est un joueur américain de basket-ball. Il évolue aux d'ailier fort et de pivot.

## Biographie

### Carrière universitaire
Il passe ses deux années universitaires à l'université du Texas à El Paso où il joue pour les Miners entre 2013 et 2015.
Le 9 avril 2015, il annonce sa candidature à la draft 2015 de la NBA.

### Carrière professionnelle
Le 25 juin 2015, lors de la draft 2015 de la NBA, il n'est pas sélectionné.
En juillet 2015, il participe à la NBA Summer League 2015 de Las Vegas avec les 76ers de Philadelphie. En quatre matches, il a des moyennes de 7 points, 5,5 rebonds, 0,75 passes décisives et 0,75 interceptions en 13,5 minutes par match. Le 9 septembre 2015, il signe un contrat avec les Kings de Sacramento pour participer au camp d'entraînement et tenter de faire partie des quinze joueurs retenus au début de la saison NBA 2015-2016 après être apparu dans un match de pré-saison. Mais, le 15 octobre 2015, les Kings le libèrent. Le 2 novembre, il est sélectionné par les Bighorns de Reno en D-League en tant que joueur affilié aux Kings. Le 13 novembre, il fait ses débuts professionnels lors de défaite 123 à 121 chez les D-Fenders de Los Angeles, match qu'il termine avec 21 points, 17 rebonds et une passe décisive en 40 minutes. Le 29 janvier, il est nommé dans l'équipe All-Star de l'Ouest pour participer au NBA D-League All-Star Game 2016. Hunter joue son dernier match avec Reno le 16 février 2016. En 32 matches de D-League, il a des moyennes de 21,8 points, 11,3 rebonds, 1,4 passe décisive, 1 interception et 1,5 contre par match. Trois jours plus tard, il signe en Grèce au Panathinaïkos pour le reste de la saison 2015-2016.
En juillet 2016, il participe aux NBA Summer League 2016 de Las Vegas avec les Grizzlies de Memphis et d'Orlando avec les Clippers de Los Angeles. Avec les Grizzlies, il a des moyennes de 11,8 points, 7 rebonds, 1,2 passe décisive et 1,8 interception en 21,8 minutes par match. Le 16 septembre 2016, il signe un contrat avec les Bulls de Chicago pour participer au camp d'entraînement et tenter de faire partie des quinze joueurs retenus au début de la saison NBA 2016-2017 mais est licencié après quatre matches de pré-saison. Il rejoint l'Avtodor Saratov pour la saison 2016-2017.
En juillet 2021, Hunter signe un nouveau contrat avec la Virtus Bologne, mais, le même mois, il est suspendu trois mois à la suite d'un contrôle positif à la marijuana. La Virtus licencie alors Hunter.
Il signe finalement un contrat d'un an avec les Metropolitans 92 le 13 août 2021,.
En juillet 2022, Vince Hunter rejoint le club russe de l'UNICS Kazan pour deux saisons.

## Palmarès
- Champion d'Italie en 2021
- NBA D-League All-Star (2016)
- First-team All-Conference USA (2015)
- Second-team All-Conference USA (2014)
- Conference USA Freshman of the Year (2014)
- Conference USA All-Freshman Team (2014)

## Statistiques

### Universitaires
| Saison    | Équipe   | Matchs | Titul. | Min./m | % Tir | % 3pts | % LF | Rbds/m. | Pass/m. | Int/m. | Ctr/m. | Pts/m. |
| --------- | -------- | ------ | ------ | ------ | ----- | ------ | ---- | ------- | ------- | ------ | ------ | ------ |
| 2013-2014 | UTEP     | 34     | 28     | 25,8   | 55,8  | 0,0    | 60,6 | 6,53    | 1,29    | 0,79   | 0,74   | 12,32  |
| 2014-2015 | UTEP     | 33     | 30     | 28,5   | 52,6  | 40,0   | 60,2 | 9,24    | 1,67    | 1,24   | 1,03   | 14,91  |
| Carrière  | Carrière | 67     | 58     | 27,1   | 54,0  | 33,3   | 60,4 | 7,87    | 1,48    | 1,01   | 0,88   | 13,60  |

### Professionnelles

#### D-League
| Saison        | Équipe        | Matchs | Titul. | Min./m | % Tir | % 3pts | % LF | Rbds/m. | Pass/m. | Int/m. | Ctr/m. | Pts/m. |
| ------------- | ------------- | ------ | ------ | ------ | ----- | ------ | ---- | ------- | ------- | ------ | ------ | ------ |
| 2015-2016     | Reno          | 32     | 32     | 31,9   | 58,9  | 20,0   | 65,9 | 11,34   | 1,44    | 1,00   | 1,53   | 21,78  |
| Carrière      | Carrière      | 32     | 32     | 31,9   | 58,9  | 20,0   | 65,9 | 11,34   | 1,44    | 1,00   | 1,53   | 21,78  |
| All-Star Game | All-Star Game | 1      | 0      | 13,8   | 75,0  | 0,0    | 0,0  | 7,00    | 1,00    | 1,00   | 0,00   | 12,00  |

#### Europe
| Saison    | Équipe                    | Matchs | Titul. | Min./m | % Tir | % 3pts | % LF | Rbds/m. | Pass/m. | Int/m. | Ctr/m. | Pts/m. |
| --------- | ------------------------- | ------ | ------ | ------ | ----- | ------ | ---- | ------- | ------- | ------ | ------ | ------ |
| 2015-2016 | Panathinaïkos (HEBA A1)   | 14     | 0      | 9,0    | 46,2  | 0,0    | 33,3 | 3,29    | 0,14    | 0,21   | 0,29   | 2,86   |
| 2015-2016 | Panathinaïkos (Euroligue) | 8      | 0      | 7,9    | 60,0  | 0,0    | 61,5 | 1,88    | 0,00    | 0,00   | 0,38   | 4,00   |